# Prostituição no Paraguai
Prostituição no Paraguai é legal para pessoas com mais de 18 anos, mas atividades relacionadas, como manter bordéis, são proibidas. A prostituição é comum no país. Bordéis também são comuns, até mesmo algumas aldeias rurais têm um pequeno bar/bordel nos arredores.

## Assunção
Embora não haja um distrito da luz vermelha na capital, Assunção, a prostituição de rua é generalizada no centro da cidade, especialmente ao redor da Praça Uruguaia. Bordéis também são comuns no centro da cidade. Prostitutas também podem ser encontradas em bares e discotecas.
Há cerca de 30 motéis na cidade e arredores que atendem ao sexo ilícito. Alugados por hora, as suítes são acessadas por uma garagem para que as pessoas não sejam vistas entrando ou saindo. Qualquer refresco requerido é pedido por telefone e entregue por uma portinhola na porta, e o pagamento é feito pela mesma portinhola. A equipe nunca vê os hóspedes.
Após a Guerra do Paraguai (1864 a 1870), Assunção foi ocupada por tropas do Brasil, da Argentina e do Uruguai. Muitas mulheres recorreram à prostituição. Um teatro inacabado foi convertido em um bordel onde 400 mulheres trabalhavam e viviam. Quando as tropas ocupantes se retiraram da cidade, a Guarda Nacional da Argentina levou 300 prostitutas de volta a Buenos Aires com elas. Numa tentativa de 'limpar' a cidade, as autoridades deslocaram muitas prostitutas para áreas rurais do país.

## HIV
O HIV é um problema no país e as trabalhadoras sexuais fazem parte de um grupo de alto risco. Desde 1995, o governo mantém um programa para trabalhadoras sexuais como parte de sua campanha "Luta contra a AIDS". Agentes sociais e de saúde oferecem apoio, informações, testes gratuitos e distribuem preservativos. Há relutância em usar preservativos no país, em parte devido à oposição da Igreja Católica. Alguns clientes oferecem pagar mais para relações sem preservativo.
Em 2016, o UNAIDS estimou a prevalência de HIV entre as trabalhadoras sexuais em 7%.

## Prostituição infantil
A prostituição infantil é um problema. Crianças pobres são traficadas de áreas rurais para centros urbanos como Assunção, Cidade do Leste e Encarnación para exploração sexual comercial. Crianças de rua e crianças trabalhadoras são alvos frequentes de recrutadores de tráfico.
Em 2002, o Programa Internacional para a Eliminação do Trabalho Infantil da Organização Internacional do Trabalho (OIT) encontrou que, em Cidade do Leste, 250 dos 650 trabalhadores do sexo nas ruas eram menores de idade. Um estudo de 2005 do UNICEF estimou que duas em cada três trabalhadoras do sexo eram meninas menores de idade. Muitas ONGs e organizações internacionais trabalham para aliviar o problema.

## Tráfico sexual
Ver também
O Paraguai é um país de origem, destino e trânsito para homens, mulheres e crianças submetidos ao tráfico sexual. Mulheres e meninas paraguaias são submetidas ao tráfico sexual dentro do país, e pessoas transgênero paraguaias são vulneráveis ao tráfico sexual. Milhares de crianças paraguaias trabalham como serviçais domésticos em troca de alimentação, moradia e, ocasionalmente, educação ou uma pequena mesada em um sistema chamado criadazgo; muitas dessas crianças são submetidas à servidão doméstica e altamente vulneráveis ao tráfico sexual. Indígenas estão particularmente em risco de tráfico sexual. Em 2015, as autoridades relataram que pelo menos 24 mulheres paraguaias foram recrutadas para trabalhar na Turquia e depois exploradas em prostituição forçada em bordéis por toda a Turquia, Espanha e na região norte de Chipre administrada pelos cipriotas turcos. A dependência de redes internacionais de tráfico em recrutadores locais continua sendo um problema. Os traficantes oferecem às vítimas liberdade ou perdão de dívidas se recrutarem outras vítimas e muitas vezes usam redes sociais como ferramentas de recrutamento. Vítimas estrangeiras de tráfico sexual no Paraguai são em sua maioria de outros países da América do Sul. Vítimas paraguaias de tráfico sexual são encontradas na Argentina, Espanha, Brasil, Chile, México, China, Colômbia e outros países. Mulheres paraguaias são recrutadas como correias para narcóticos ilícitos para a Europa e a África, onde são submetidas à prostituição forçada.